# Januar 2001
Portal Geschichte | Portal Biografien | Aktuelle Ereignisse | Jahreskalender | Tagesartikel

◄ |
20. Jahrhundert |
21. Jahrhundert

◄ |
1970er |
1980er |
1990er |
2000er
| 2010er | 2020er | 2030er | ►

◄ |
1997 |
1998 |
1999 |
2000 |
2001
| 2002 | 2003 | 2004 | 2005 | ►

◄ |
Oktober 2000 |
November 2000 |
Dezember 2000 |
Januar 2001 |
Februar 2001 |
März 2001 |
April 2001 |
►
Dieser Artikel behandelt tagesbezogene Nachrichten und Ereignisse im Januar 2001. Es war der erste Monat des 21. Jahrhunderts und des 3. Jahrtausends der christlichen Zeitrechnung.

## Tagesgeschehen

### Montag, 1. Januar 2001
- Athen/Griechenland: Der Staat am Mittelmeer wird Mitglied der Europäischen Wirtschafts- und Währungsunion. Mit diesem Schritt wird auch in Griechenland die eigene Währung (Drachme) in einem Jahr durch den Euro ersetzt.[1]
- Bern/Schweiz: Der SP-Politiker Moritz Leuenberger tritt sein Amt als Bundespräsident an.[2]
- New York/Vereinigte Staaten: Irland, Kolumbien, Mauritius, Norwegen und Singapur werden neue nichtständige Mitglieder im Sicherheitsrat der Vereinten Nationen.[3]
- Paris/Frankreich: Rumänien übernimmt zum ersten Mal den Vorsitz in einer bedeutenden supranationalen oder zwischenstaatlichen Organisation und ist in diesem Jahr verantwortlich für die Leitlinien der Organisation für wirtschaftliche Zusammenarbeit und Entwicklung (OSZE), von denen eine die bessere Aufstellung der OSZE im Bereich Konfliktverhütung ist.[4]
- Stockholm/Schweden: Schweden übernimmt von Frankreich den Vorsitz im Rat der Europäischen Union. Das Amt des Regierungschefs der EG erhält Göran Persson.[5]
- Wiesbaden/Deutschland: Für die Erfassung und Einordnung von politisch motivierten Straftaten gelten von heute an bundeseinheitliche Kriterien, damit kann das Bundeskriminalamt künftig die jährliche Häufigkeit und Schwere dieser bislang uneinheitlich erfassten Straftaten vergleichen.[6]

### Dienstag, 2. Januar 2001
- Bonn/Deutschland: Die Bundeswehr beginnt mit der Grundausbildung von Frauen an der Waffe, bisher war ihnen nur der so genannte „eingeschränkte Dienst“ möglich.[7]

### Mittwoch, 3. Januar 2001

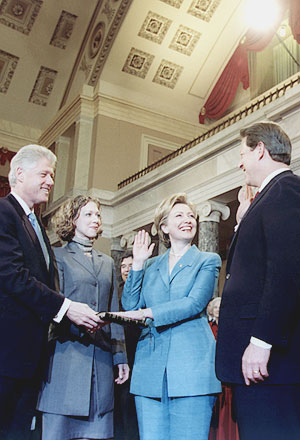
Bill, Chelsea und Hillary Clinton mit Al Gore

- Washington, D.C./Vereinigte Staaten: Das Repräsentantenhaus sowie der Senat der Vereinigten Staaten finden sich zur ersten Sitzung nach der Wahl im November 2000 ein. Für die nächsten 17 Tage ist erstmals in der Geschichte der USA ein Ehepaar sowohl in der Exekutive (Präsident Bill Clinton) als auch in der Legislative (Senatorin Hillary Clinton) vertreten.

### Samstag, 6. Januar 2001
- Bangkok/Thailand: Die Partei Thais lieben Thais gewinnt bei den Parlamentswahlen fast die Hälfte der Sitze im parlamentarischen Unterhaus. Sie versprach im Wahlkampf, sich den Anforderungen des Internationalen Währungsfonds an das Land weniger stark zu beugen als die regierende Demokratische Partei.[8]
- Bischofshofen/Österreich: Adam Małysz aus Polen gewinnt vor Janne Ahonen aus Finnland die 49. Vierschanzentournee.[9]
- Jerusalem/Israel: Ariel Scharon wird zum neuen Ministerpräsidenten gewählt.
- Washington, D.C./Vereinigte Staaten: Vizepräsident Al Gore (Demokratische Partei) gibt als Vorsitzender des US-Senats das Ergebnis des Wahlmännergremiums zur Wahl des 43. US-Präsidenten bekannt. George W. Bush (Republikanische Partei) erhielt 271 Stimmen und Gore selbst 266. Mindestens ein demokratischer Wahlmann stimmte nicht für den eigenen Kandidaten.

### Sonntag, 7. Januar 2001
- Accra/Ghana: John Agyekum Kufuor wird Staatspräsident.

### Dienstag, 9. Januar 2001
- Libreville/Gabun: Burundis Präsident Pierre Buyoya, Angehöriger der Volksgruppe der Tutsi, welcher seinen der Hutu-Volksgruppe zugehörigen Amtsvorgänger gewaltsam entmachtete, trifft sich im seit 1993 anhaltenden Bürgerkrieg zum ersten Mal mit der Führungsperson der bedeutendsten Hutu-Freischar, Jean-Bosco Ndayikengurukiye, und erreicht einen Waffenstillstand.[10]

### Mittwoch, 10. Januar 2001

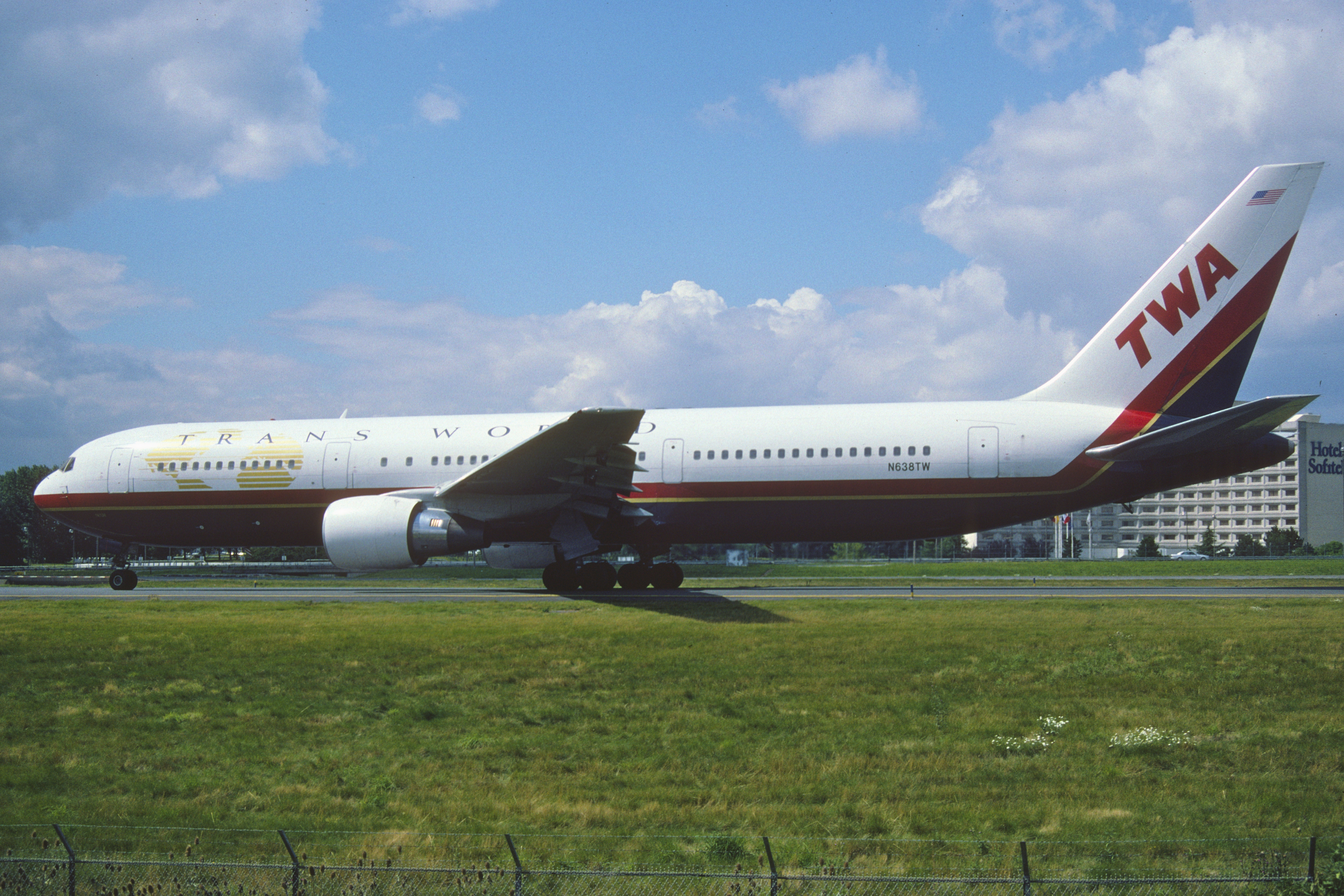
Die Fluggesellschaft TWA verschwindet

- Washington, D.C./Vereinigte Staaten: Die amerikanische Fluggesellschaft American Airlines gibt bekannt, dass sie die nationale Konkurrentin Trans World Airlines (TWA) in diesem Frühjahr übernehmen wird. Die TWA war unter dem Kommando von Howard Hughes in den 1960er Jahren die größte Fluggesellschaft der Welt.[11]

### Samstag, 13. Januar 2001
- Chemnitz/Deutschland: DJ Ötzi gewinnt die Krone der Volksmusik.
- El Salvador: Ein Erdbeben mit der Stärke 7,7 Mw erschüttert El Salvador und andere mittelamerikanische Staaten.

### Sonntag, 14. Januar 2001
- Lissabon/Portugal: Dr. Jorge Sampaio wird als Staatspräsident in seinem Amt bestätigt.

### Montag, 15. Januar 2001

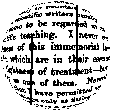
Wikipedia-Logo

- San Francisco/Vereinigte Staaten: Die Wikipedia wird als gestalterische Vorstufe zur Online-Enzyklopädie Nupedia gegründet. In Wikipedia dürfen die Verfasser alle Beiträge persönlich dem Artikelnamensraum hinzufügen und anschließend beginnt ein Verbesserungsprozess. In der Nupedia hingegen, die seit Juli 2000 aufgebaut wird, durchlaufen Artikel mehrfache Reviews, bevor sie veröffentlicht werden.[12]

### Dienstag, 16. Januar 2001
- Galapagosinseln/Ecuador: Der Tanker Jessica strandet an der Inselgruppe im Pazifik und sorgt für die bisher größte Ölverschmutzung in der Region.[13]
- Kinshasa/DR Kongo: Ein Leibwächter aus dem Präsidentenpalast ermordet das seit 1997 diktatorisch über die Demokratische Republik Kongo herrschende Staatsoberhaupt Laurent-Désiré Kabila.[14]
- Sambia: Die politische Partei Overseers of Justice and Chronicles (OJC) wird gegründet. Vorsitzender der OJC ist Obed Chilufya.

### Samstag, 20. Januar 2001

George W. Bush

- Manila/Philippinen: Gloria Macapagal Arroyo wird Staatspräsidentin.
- Washington, D.C./Vereinigte Staaten: George W. Bush von der Republikanischen Partei wird als neuer Präsident der Vereinigten Staaten vereidigt.[15]

### Donnerstag, 25. Januar 2001
- Straßburg/Frankreich: Armenien und Aserbaidschan treten als 42. und 43. Mitgliedstaat dem Europarat bei.[16][17]

### Freitag, 26. Januar 2001
- Kinshasa/DR Kongo: Der 29-jährige Joseph Kabila wird Staatspräsident. Sein Vater Laurent-Désiré Kabila regierte das Land bis zu einem tödlichen Attentat vor wenigen Tagen diktatorisch.[18]

### Sonntag, 28. Januar 2001

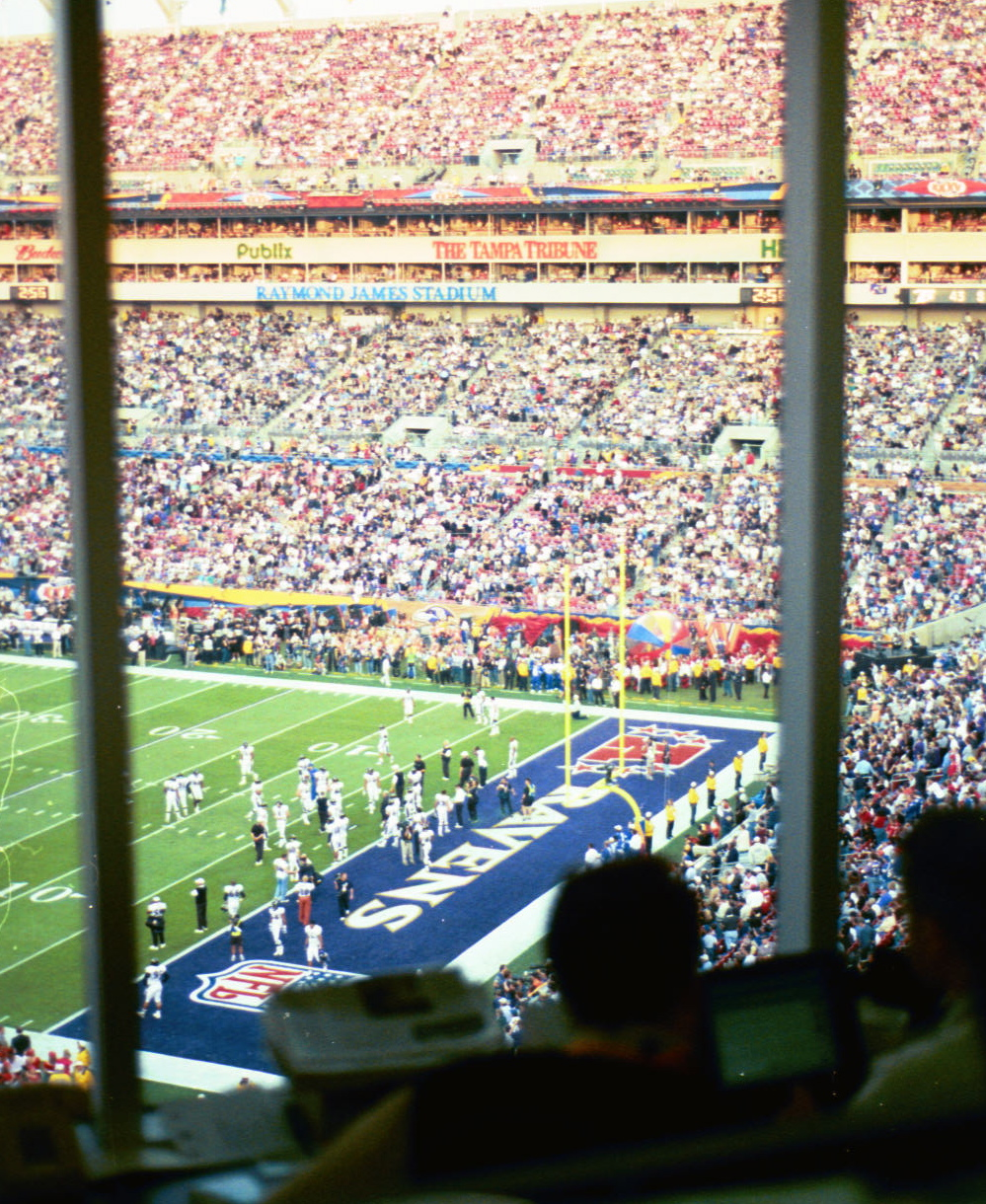
Szene vom Super Bowl

- Tampa/Vereinigte Staaten: Der Super Bowl XXXV im American Football zwischen den Baltimore Ravens und den New York Giants endet 34:7.[19]

### Dienstag, 30. Januar 2001
- Karlsruhe/Deutschland: Die Bundesregierung stellt beim Bundesverfassungsgericht den Antrag, die Partei Nationaldemokratische Partei Deutschlands zu verbieten, weil sie diese als rechtsextrem einstuft. Das Gericht soll feststellen, ob die Partei verfassungswidrig ist.[20]

## Weblinks

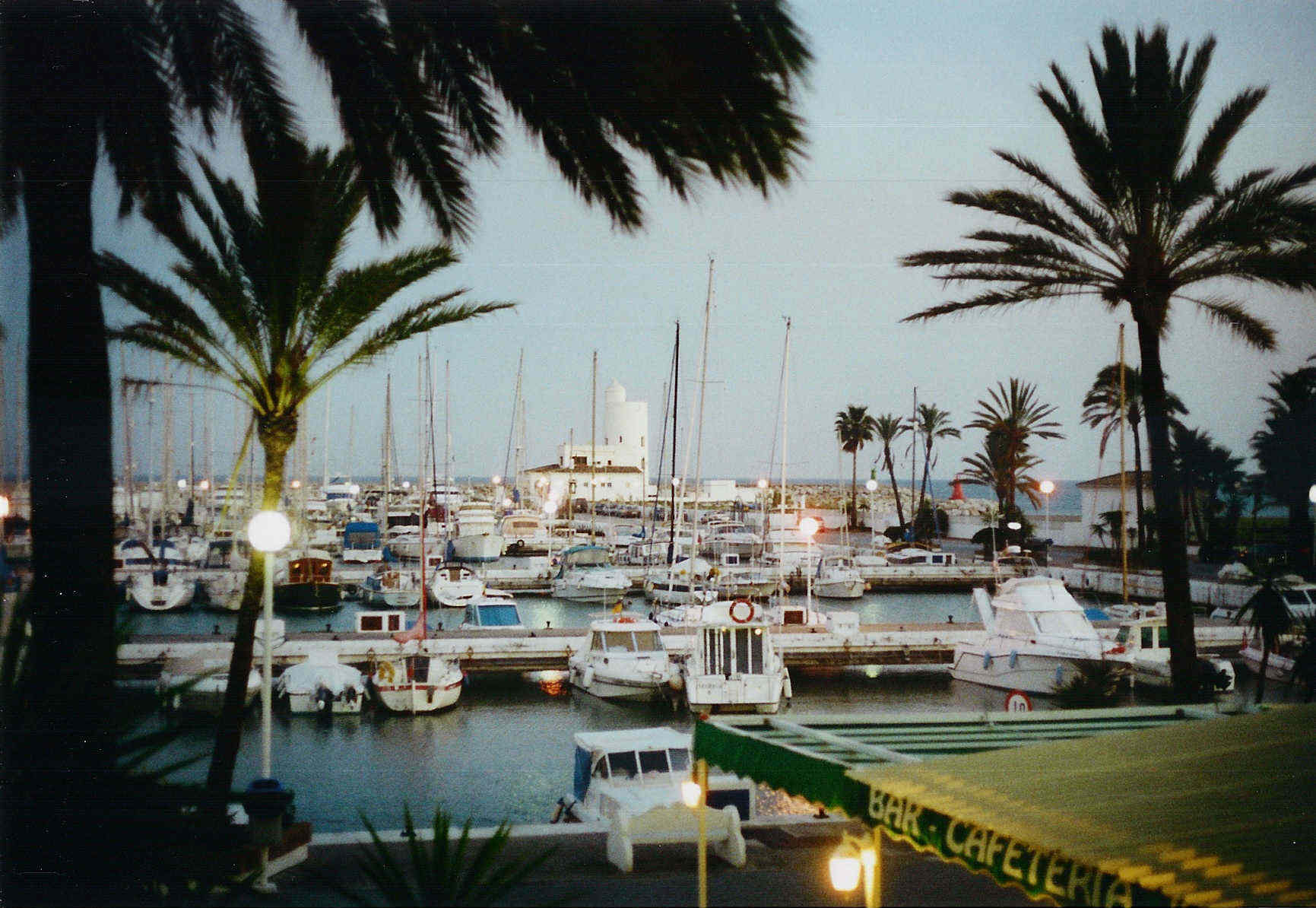
Spanien im Januar 2001